# Torreón de Santo Domingo (Cuéllar)
El torreón de Santo Domingo es un cubete artillero que forma parte del castillo de Cuéllar (Segovia), y está situado en el flanco suroeste de dicho edificio, declarado monumento histórico nacional en 1934, y desde 1985 sujeto a la categoría de Bien de Interés Cultural. Toma su nombre del camino que pasa junto a él, y que bordea la antigua huerta del castillo hasta llegar al molino conocido como El Cubo.
Solo se conservan dos de los tres cuerpos que poseía, habiendo desaparecido el terrado exterior. En el primer cuerpo se abren varias aspilleras, mientras que en el segundo aparecen dos troneras y otras dos aspilleras. El interior alberga una bóveda de ocho nervios radiales, quizá obra de Álvaro de Luna. Se localiza un vano abierto en la clave de la bóveda para subir y bajar munición sin tener que abandonar el terrado. Se desconoce su utilización original, y se baraja la posibilidad de que sirviera como calabozo o capilla. En el siglo XVI se utilizó con fines palaciegos, dotándola de una chimenea renacentista de la que se conservan las ménsulas sobre las que apoyaba la campana.
Próximas al torreón se situaban las iglesias de San Nicolás y de Santo Domingo.